# کارولین لینک

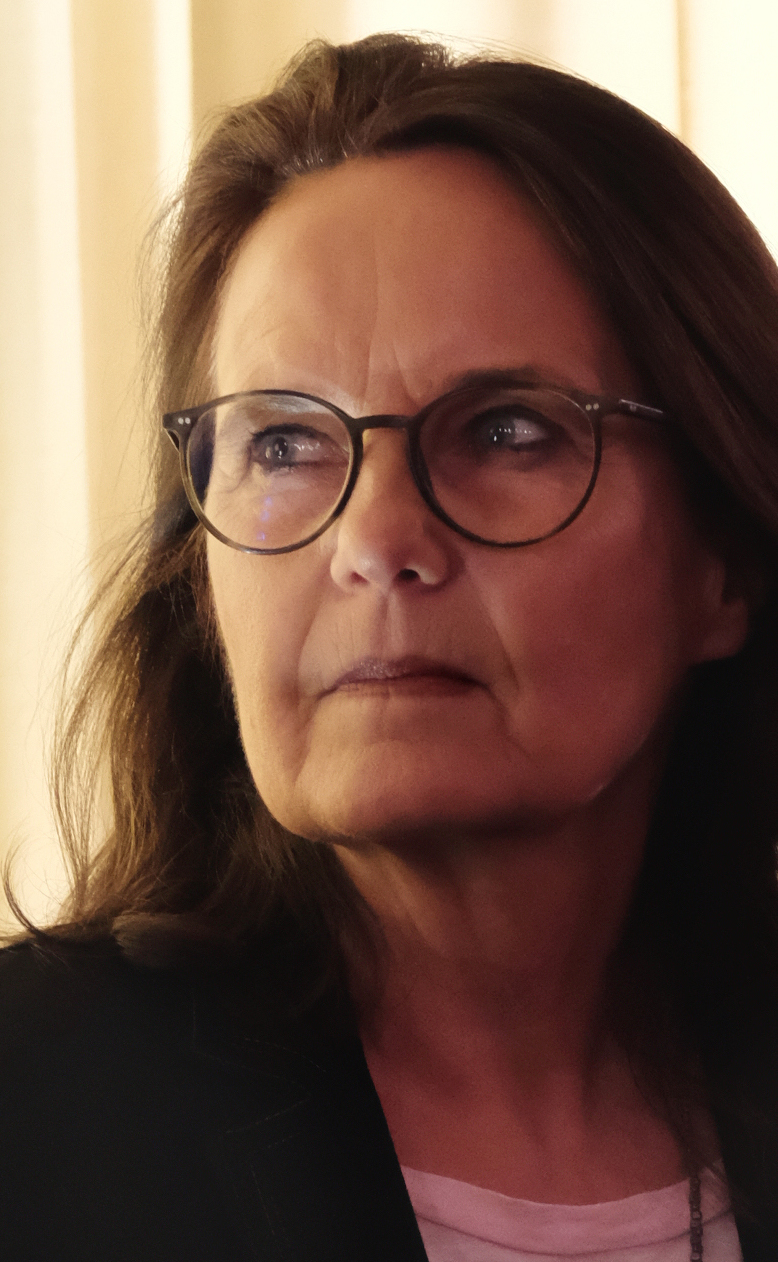
کارولین لینک

کارولین لینک (آلمانی: Caroline Link؛ زادهٔ ۲ ژوئن ۱۹۶۴) یک کارگردان، نویسنده و فیلم‌نامه‌نویس اهل آلمان است.
او دانش‌آموختهٔ «آکادمی سینما و تلویزیون مونیخ» است و دو مرتبه در سال‌های ۱۹۹۶ و ۱۹۹۸ میلادی، برندهٔ «جایزهٔ فیلم باواریا» شده است و یکی دیگر از فیلم‌هایش، «هیچ‌کجا در آفریقا»، در ۷۵مین دورهٔ جوایز اسکار، برندهٔ جایزه اسکار بهترین فیلم خارجی‌زبان شد.